# Гаосянь
Гаося́нь (кит. упр. 高县, пиньинь Gāo xiàn) — уезд городского округа Ибинь провинции Сычуань (КНР).

## История
При империи Юань здесь была учреждена область Гаочжоу (高州). При империи Мин в 1372 году область была преобразована в уезд. В 1379 году к уезду Гао был присоединён уезд Гун (珙县), но в 1382 году был выделен вновь.
В ноябре 1950 года был образован Специальный район Ибинь (宜宾区专), и уезд вошёл в его состав; при этом к нему был присоединён уезд Моай (沐爱县). В 1960 году к уезду Гао был присоединён уезд Цинфу (庆符县). В 1970 году Специальный район Ибинь был переименован в Округ Ибинь (宜宾地区). В 1996 году постановлением Госсовета КНР округ Ибинь был расформирован, и территория бывшего округа Ибинь стала Городским округом Ибинь.

## Административное деление
Уезд Гао делится на 12 посёлков и 7 волостей.